# Lucas Lissens
Lucas Lissens (Sint-Martens-Lennik, 25 juli 2001) is een Belgisch voetballer die onder contract ligt bij Lyngby BK. Lissens is een centrale verdediger.

## Clubcarrière
Lissens begon met voetballen bij de jeugd KFC Lennik, speelde daarna een jaar bij FCV Dender EH en sloot zich vervolgens aan bij de U9 van RSC Anderlecht. In mei 2018 ondertekende hij zijn eerste profcontract bij Anderlecht. In april 2019 verlengde hij dat contract tot 2021.
Mede door de blessure van Matt Miazga mocht Lissens op 15 december 2020 zijn officiële debuut maken in het eerste elftal van Anderlecht: in de competitiewedstrijd tegen KV Oostende kreeg hij een basisplaats. Lissens speelde een sterke eerste wedstrijd, maar werd in de 69e minuut uitgesloten na een tackle op Maxime D'Arpino. Later dat seizoen kreeg hij ook nog speeltijd in de bekerwedstrijden tegen Club Luik en Union Sint-Gillis en de competitiewedstrijd tegen KV Kortrijk.
In juni 2021 brak Anderlecht zijn contract open tot medio 2024. Half oktober 2021 viel Lissens, die dat seizoen nog niet in actie was gekomen bij het eerste elftal, op training uit met een zware knieblessure. De aanvoerder van de Anderlecht-beloften mocht zich aan een maandenlange revalidatie verwachten. In januari 2024 maakte hij na veertien jaar RSC Anderlecht de definitieve overstap naar het Deense Lyngby BK.

## Clubstatistieken
| Seizoen         | Club            | Land            | Competitie         | Competitie | Competitie | Beker | Beker | Supercup | Supercup | Europees | Europees | Totaal | Totaal |
| Seizoen         | Club            | Land            | Competitie         | Wed.       | Dlp.       | Wed.  | Dlp.  | Wed.     | Dlp.     | Wed.     | Dlp.     | Wed.   | Dlp.   |
| --------------- | --------------- | --------------- | ------------------ | ---------- | ---------- | ----- | ----- | -------- | -------- | -------- | -------- | ------ | ------ |
| 2020/21         | RSC Anderlecht  | Vlag van België | Jupiler Pro League | 2          | 0          | 2     | 0     | —        | —        | —        | —        | 4      | 0      |
| 2021/22         | RSC Anderlecht  | Vlag van België | Jupiler Pro League | 0          | 0          | 0     | 0     | —        | —        | 0        | 0        | 0      | 0      |
| 2022/23         | RSC Anderlecht  | Vlag van België | Jupiler Pro League | 1          | 0          | 1     | 0     | —        | —        | 0        | 0        | 2      | 0      |
| 2022/23         | RSCA Futures    | Vlag van België | Eerste klasse B    | 27         | 2          | —     | —     | —        | —        | —        | —        | 27     | 2      |
| 2023/24         | RSCA Futures    | Vlag van België | Eerste klasse B    | 5          | 1          | —     | —     | —        | —        | —        | —        | 5      | 1      |
| Carrière totaal | Carrière totaal | Carrière totaal | Carrière totaal    | 35         | 3          | 3     | 0     | 0        | 0        | 0        | 0        | 38     | 3      |

Bijgewerkt op 14 februari 2023.